# 桜井弘規
桜井 弘規（さくらい ひろき、1972年8月26日 - ）は、中国放送（RCC）の社員。元中国放送アナウンサー。

## 概要
- 広島県福山市出身。血液型はA型、星座はおとめ座[1]。広島県立福山明王台高等学校[2]、広島大学法学部卒[3]。
- アナウンサー業務のほか、1999年から2002年8月まで3年間、東京支社で営業職を担当した。2014年から再び営業職に就いた[4]。
- 学生時代、びしびしばしばしらんらんラジオに「ダンディ桜井」の愛称で出演していた[5]。

## 過去の担当番組

### テレビ
- 木金ウォッチ！ひろしま（木曜日、レポーター）[6]
- TIM神様の宿題[7]
- ぶらぴ[8]
- イマなま3チャンネル

### ラジオ
- 一文字弥太郎の週末ナチュラリスト 朝ナマ!（中継レポーター）[1]
- 本名正憲のきょうもゴゴイチ（木・金中継担当、2007年3月まで）[9]
- フライデージャーナル週刊さくらい[10]
- さくらいの全力投球（2007年4月～2009年3月）[11]
- 桑原しおりの基町こまち[12]
- 桜井弘規のおいくら萬円[12]
- 桜井弘規の夕刊ラジオフルスイング（2010年）[13]
- RADIO ONE[14]
- 歌謡曲一本勝負
- びんご新鮮土曜市・あおぞらんど…初代パーソナリティ。RCC福山放送局制作の番組で、「情報てんこもり・びんご屋のラジオくん」の後継番組として福山・府中・三原各中継局のエリアで放送されていた。
- 中四国ライブネット
  - 「広島発　広島の味覚冬の陣、海彦山彦対決」（2005年12月17日、「海彦」リポーター）
  - 「広島発　高速道路に恋してる」（2008年1月12日）
  - 「広島発　この春、あなたも家電通！！」（2010年4月11日）
  - 「広島発　Happy Birthday　広島大学　 ”創立75＋75周年！”」（2024年11月10日）
- 広島市民とともに（広島市政番組）（1996～97年頃の担当）
- ふるさとを想う…RCC東京支社制作の番組。2000～2002年に毎月最終月曜日の昼前「基町ステーション」の中で放送されていた。

- スポーツアナウンサーとして、「RCCカープナイター」の実況・ベンチリポートを担当した事もあった。
- 1年半ほどイズミカワソラのドレミファそらジオのディレクターの時期もあった。